# Valentina Aščić
Valentina Aščić est une patineuse de vitesse sur piste courte croate.

## Biographie
Valentina Aščić naît le 12 novembre 1998 à Livno.
Elle participe aux épreuves de patinage de vitesse sur piste courte aux Jeux olympiques de 2022 sur le 500 mètres ; elle est aussi qualifiée au 1500 mètres après un changement de la liste d'attente. Elle est ainsi la première short-trackeuse à représenter la Croatie aux Jeux olympiques.